# Демократический союз Каталонии
Демократический союз Каталонии (кат. Unió Democràtica de Catalunya, UDC) — каталонская националистическая и христианско-демократическая партия, действовавшая в Каталонии (Испания) с 1931 по 2017 год. Вместо того чтобы использовать полную аббревиатуру (UDC) партия часто упоминалась как Союз (Unió).
С 1980 по 2015 год входила в федерацию партий «Конвергенция и Союз», являвшейся одной из крупнейших в Каталонии политических сил. В вопросе независимости занимала умеренную позицию, выступала за конфедеративное устройство, при котором суверенные субъекты Испании (в том числе Каталонии) могут стать независимыми, но против одностороннего провозглашения независимости. Насчитывала по собственным данным более 4000 членов. С 1990 по 2016 год президентом партии был Жосеп Антони Дуран и Льейда.
Порвав с многолетним партнёром, либерально-консервативной партией Демократическая конвергенция Каталонии, Союз пошёл на досрочные региональные выборы 2015 года самостоятельно. Оставшись по итогам выборов без представительства в парламенте Каталонии и расколовшись, Союз был вынужден объявить о своём банкротстве с задолженностью, превышающей 22,5 млн евро при стоимости активов всего в 5,8 млн евро. 24 марта 2017 года Руководящий комитет партии объявил о начале процесса ликвидации, исполняя решение Коммерческого суда № 4 Барселоны.

## История
Демократический союз Каталонии был создан 7 ноября 1931 года во время Второй Испанской республики как партия каталонистская и христианская, хотя и не-конфессиональная. Манифест о её организации появился в барселонской консервативной газете El Matí, подписанный большим количеством известных в Каталонии общественных деятелей. Ядро новой политической силы составили карлисты, покинувшие свою партию, потому что региональный совет Традиционалистского причастия занял очень неоднозначную позицию в отношении Статута автономии Каталонии, и бывшие члены Каталонского действия, недовольные тем, что её лидеры поддержали конституцию республики, особенно теми статьями, которые они считали несовместимыми с их религиозными мнениями; также в создании партии участвовали небольшие группы регионалистов и даже левых республиканцев.
В 1932 году в партию вступил депутат Учредительных кортесов Республики Мануэль Карраско Формигуэра, ранее состоявший в Каталонском действии. В ходе региональных выборов 1932 года в новый парламент Каталонии был избран член Союза Пау Ромева и Феррер.
В 1934 году был создан профсоюз Союз христианских трудящихся Каталонии (кат. Unió de Treballadors Cristians de Catalunya), с самого начала своей работы поддерживавший тесные связи с Союзом.
В период Второй Испанской Республики Демократический союз Каталонии занимал умеренные позиции. Так, например, в 1934 году Союз поддержал закон, продвигаемый левыми, защищавший крестьян-арендаторов и обеспечивавший их доступ к собственности на землю, которую они обрабатывали. В Каталонии закон столкнулся с сильной оппозицией со стороны Регионалистской лиги. Позднее этот закон был отменен судом как неконституционный, чему способствовало коалиционное правительство радикалов-республиканцев Алехандро Лерруса и правых Хосе Марии Хиль-Роблеса, чьё правление было названо левыми «Чёрное двухлетие». В то же время, когда после угрозы отмены закона, 6 октября 1934 года президент Женералитета Каталонии Льюис Компаньс провозгласил создание каталонского государства в пределах Федеративной Республики Испании, Демократический союз Каталонии не оказал ему поддержки.
Выборы 1936 года завершились победой левых, что стало одной из главных причин путча 17—18 июля того же 1936 года, которых хотя и не привёл к свержению правительства Народного фронта, в то же время послужил началом Гражданской войны в Испании. Сложившаяся в стране политическая ситуация поставила Союз в трудное положение. С одной стороны, провозглашая свою лояльность республиканскому режиму и сохраняя свою каталонскую националистическую идеологию, партия тем самым автоматически оказывалась врагов франкистов. С другой стороны, декларируя приверженность католицизму, Союз вызывал подозрение среди сторонников республиканского правительства. В результате, некоторые из его лидеров были убиты анархистами.
Другие лидеры предпочли переехать в Страну Басков, где власть была в руках Баскской националистической партии, которая также присоединилась к республиканскому правительству, но чья идеология была близка Союзу. Так сдела, например, Мануэль Карраско Формигуэра, одного из самых важных лидеров партии, который в сотрудничестве с баскским министром юстиции работал над нормализацией отношений между республиканским правительством и Святым Престолом. Позже Мануэль Карраско Формигуэра был схвачен франкистами, приговорен к смертной казни и казнён в Бургосе 8 августа 1937 года, как и ряд других членов партии.
После падения Каталонии большинство лидеров партии выбрали изгнание, по большей части во Франции.

### В период франкизма
С самого конца гражданской войны и начала франкизма некоторые из лидеров и членов Союза, которые остались в Испании, вместе с некоторыми изгнанниками, которые были в числе первых вернувшихся домой, посвятили себя восстановлению партии, тем самым являясь одной из сторон оппозиции режима Франко. В этот период деятельность Демократического союза Каталонии была главным образом сосредоточена на культурных вопросах, касающихся каталанского языка и истории Каталонии. Впрочем, партия участвовала в первых попытках добиться координации демократических партий, таких как Национальный совет каталонской демократии, основанного в 1945 году. Члены партии также принимали участие в сети спасения преследуемых нацистской Германией и Вишистской Францией, а также союзников, особенно сбитых лётчиков, помогая им переместиться с французской границы на португальскую границу, откуда они могли бы отправиться в Соединённое Королевство или Соединённые Штаты.
В 1945 году к Демократическому союзу присоединилась группа активистов Университетского фронта Каталонии.
В 1957 году Союз участвовал в восстановлении Национальной федерации студентов Каталонии и в основании союза «Солидарность христианских рабочих Каталонии». С другой стороны, в 1960-х годах ряд членов партии сотрудничали с движением Crist Catalunya, вместе с националистом Жорди Пужолем участвовали в протестовали в Палау де ла Музика, бойкотировали газету La Vanguardia, редактор которой Луис Мартинес де Галинсога "прославилсяю своими оскорбительными фразами в адрес каталонцев.
В тот же период Демократический союз Каталонии наладил контакты с баскскими националистами и рядом других испанских христианских групп, вместе с которой образовали Христианско-демократической группу испанского государства (исп. Equipo Demócrata Cristiano del Estado Español). Вместе с остальными христианскими демократическими политическими силами они присоединился к Европейскому христианскому демократическому союзу, став одним из основателей Христианского демократического интернационала, позже Европейской демократической и Европейской народной партии.
В 1965 году члены Союза участвовали в создании Демократического союза страны Валенсии, а в 1974 году Демократического союза Балеарских островов.
Партия также была членом нескольких платформ координации демократических партий, таких как Ассамблея Каталонии или Координационная комиссия политических сил Каталонии.

### Постфранкистский период
В испанских всеобщих выборах 1977 года Демократический союз Каталонии участвовал совместно с Федерацией христианских демократов во главе с Хоакином Руисом-Хименесом, которую в Каталонии представлял Союз центра и христианских демократов Каталонии. Итогом стали два мандата, один из которых достался Союзу. В выборах в Сенат коалиция была расширена за счёт Демократического пакта для Каталонии (кат. Pacte Democràtic per Catalunya), объединившего под руководством Жорди Пужоля Демократическую конвергенцию Каталонии, Социалистическую партию Каталонии-перегруппировка и Демократическую левую Каталонии.
В 1978 году в партии произошёл раскол. Часть её членов во главе с Антоном Канелласом создали свою организацию, Демократический союз большого центра, которая уже через год вместе с каталонским отделением правящего Союза демократического центра СДЦ) и партией Союз центра Каталонии объединились в партию Центристы Каталонии—СДЦ. Демократический союз Каталонии сформировал коалицию с Демократической конвергенцией Каталонии, названную по обеим партиям «Конвергенция и Союз».
В рамках этой коалиции Демократический союз Каталонии неоднократно побеждал на выборах в каталонский парламент и участвовал в формировании регионального правительства (Женералитет Каталонии). Четыре раза члены Союза становились президентами каталонского парламента: Микель Коль Аленторн (1984—1988), Жоаким Шикой Бассегода (1988—1992), Жоан Ригол Роиг (1999—2003) и Нурия де Гисперт Катала (2010—2015).
В 2013 году партия признала себя виновной в скандале «Пальеролс», когда её бывшие руководители Льюис Гавальда, Винсенте Гавальда и Сантьяго Вальве растратили 388 483 евро, выделенных Европейским Союзом на обучение безработных.
В 2010 годах, по мере того как партнёр Союза по коалиции всё больше склонялся в сторону сепаратизма внутри альянса нарастали серьёзные противоречия. Многие деятели и рядовые члены Демократического союза Каталонии были против независимости или против её немедленного провозглашения, выступая за переговоры с Мадридом о расширении автономии. В июне 2015 года три члена Союза покинул каталонское правительство, хотя они и поддерживали альянс с Конвергенцией. Наконец, 18 июня 2015 года было объявлено о роспуске и намерении Союза идти на выборах в одиночку. Это решение привело к расколу, так как многие члены партии, в том числе Жоан Ригол и Нурия де Гисперт, выступили против руководства партии и за независимость Каталонии, создав свою организацию, Демократы Каталонии.
Выборы 2015 года, и всеобщие и региональные, закончились для Союза полным крахом: партии не удалось пполучить ни одного мандата. Двойное поражение на выборах стали для неё началом конца.
В сентябре 2016 года Коммерческий суд № 4 Барселоны постановил, что задолженность достигла 22,5 млн евро, в то время как стоимость её активов составляет всего 5,8 млн евро. 24 марта 2017 года Руководящий комитет партии объявил о начале процесса ликвидации в виду её неплатёжеспособности во исполнение решения суда.

## Президенты партии
- 1963—1988 — Микель Коль Аленторн[исп.]
- 1988—1990 — Жоан Ригол Роиг[исп.]
- 1990—2016 — Жосеп Антони Дуран и Льейда

## Результаты выборов

### Конгресс депутатов
| Выборы | Лидер                       | Голоса  | %      | Места    | +/- | Примечания                                                 |
| ------ | --------------------------- | ------- | ------ | -------- | --- | ---------------------------------------------------------- |
| 1977   | Антон Каньельяс Балсельс    | 172 791 | 5,67 % | 1 из 350 | -   | В составе Союза центра и христианских демократов Каталонии |
| 1979   | Жорди Пужоль                | н/д     | н/д    | 1 из 350 | ▬   | В составе альянса Конвергенция и Союз                      |
| 1982   | Микел Рока                  | н/д     | н/д    | 3 из 350 | ▲ 2 | В составе альянса Конвергенция и Союз                      |
| 1986   | Микел Рока                  | н/д     | н/д    | 5 из 350 | ▲ 2 | В составе альянса Конвергенция и Союз                      |
| 1989   | Микел Рока                  | н/д     | н/д    | 5 из 350 | ▬   | В составе альянса Конвергенция и Союз                      |
| 1993   | Микел Рока                  | н/д     | н/д    | 5 из 350 | ▬   | В составе альянса Конвергенция и Союз                      |
| 1996   | Жоаким Молинс               | н/д     | н/д    | 5 из 350 | ▬   | В составе альянса Конвергенция и Союз                      |
| 2000   | Ксавьер Трьяс               | н/д     | н/д    | 5 из 350 | ▬   | В составе альянса Конвергенция и Союз                      |
| 2004   | Жосеп Антони Дуран и Льейда | н/д     | н/д    | 4 из 350 | ▼ 1 | В составе альянса Конвергенция и Союз                      |
| 2008   | Жосеп Антони Дуран и Льейда | н/д     | н/д    | 4 из 350 | ▬   | В составе альянса Конвергенция и Союз                      |
| 2011   | Жосеп Антони Дуран и Льейда | н/д     | н/д    | 6 из 350 | ▲ 2 | В составе альянса Конвергенция и Союз                      |
| 2015   | Жосеп Антони Дуран и Льейда | 65 388  | 1,73 % | 0 из 350 | ▼ 6 | Самостоятельно                                             |

### Парламент Каталонии
| Выборы                                                                                      | Лидер списка        | Голоса  | %      | Места     | +/-  | Примечания                            |
| ------------------------------------------------------------------------------------------- | ------------------- | ------- | ------ | --------- | ---- | ------------------------------------- |
| 1932                                                                                        | Пау Ромева и Феррер | н/д     | н/д    | 1 из 85   | -    | Вместе с Регионалистской лигой        |
|                                                                                             |                     |         |        |           |      |                                       |
| 1980                                                                                        | Жорди Пужоль        | н/д     | н/д    | 8 из 135  | -    | В составе альянса Конвергенция и Союз |
| 1984                                                                                        | Жорди Пужоль        | н/д     | н/д    | 16 из 135 | ▲ 8  | В составе альянса Конвергенция и Союз |
| 1988                                                                                        | Жорди Пужоль        | н/д     | н/д    | 15 из 135 | ▼ 1  | В составе альянса Конвергенция и Союз |
| 1992                                                                                        | Жорди Пужоль        | н/д     | н/д    | 16 из 135 | ▲ 1  | В составе альянса Конвергенция и Союз |
| 1995                                                                                        | Жорди Пужоль        | н/д     | н/д    | 14 из 135 | ▼ 2  | В составе альянса Конвергенция и Союз |
| 1999                                                                                        | Жорди Пужоль        | н/д     | н/д    | 13 из 135 | ▼ 1  | В составе альянса Конвергенция и Союз |
| 2003                                                                                        | Артур Мас           | н/д     | н/д    | 13 из 135 | ▬    | В составе альянса Конвергенция и Союз |
| 2006                                                                                        | Артур Мас           | н/д     | н/д    | 14 из 135 | ▲ 1  | В составе альянса Конвергенция и Союз |
| 2010                                                                                        | Артур Масa          | н/д     | н/д    | 17 из 135 | ▲ 3  | В составе альянса Конвергенция и Союз |
| 2012                                                                                        | Артур Масa          | н/д     | н/д    | 13 из 135 | ▼ 4  | В составе альянса Конвергенция и Союз |
| 2015                                                                                        | Рамон Эспадалер     | 103 293 | 2,51 % | 0 из 135  | ▼ 13 | Самостоятельно                        |
| aАртур Мас был главой списка альянса «Конвергенция и Союз», лидером Союза была Жоана Ортега |                     |         |        |           |      |                                       |